# Christine Lohe
Christine Hildegard Lohe Hamberg, född 17 november 1942 i Lötzen i Tyskland, död 13 februari 2018 i Uppsala, var en tysk-svensk skulptör och tecknare.
Lohe studerade vid Konstfackskolan 1961–1963 och Konsthögskolan i Stockholm 1963–1969. Efter studierna medverkade hon i ett stort antal separat- och samlingsutställningar bland annat i Stockholm, Malmö, Helsingborg och Uppsala. Bland hennes offentliga arbeten märks utsmyckningar i Uppsala, Knivsta och på Humlegården i Stockholm. Lohe är representerad i Stockholms kommun, Malmö kommun, Knivsta kommun, Uppsala kommun och Tierps kommun.